# International Classic Grand Prix
International Classic Grand Prix, mais conhecido por ICGP,  é um Campeonato Internacional de Motociclismo que reúne as máquinas das categorias 250 e 350 cm³ fabricadas entre janeiro de 1974 e dezembro de 1984 e que já foram utilizadas no Mundial de Motovelocidade.
Pensando em recriar a atmosfera dos Grandes Prêmios da década de 1970, o piloto francês Eric Saul criou o ICGP, que teve sua primeira prova realizada em 1999 no Circuito Paul Ricard, na França.
Porém, apesar de a primeira corrida do ICGP ter acontecido em 1999, somente em 2003 ele se transformou em um campeonato. Antes disso, não havia um número expressivo de pilotos para que fosse possível criar um campeonato de verdade, e o que ocorria eram corridas isoladas.

## Etapas
Para a temporada de 2016, as seguintes etapas foram disputadas:
| # | Data          | Circuito                                       |
| - | ------------- | ---------------------------------------------- |
| 1 | 17 de abril   | Circuito Paul Ricard                           |
| 2 | 5 de junho    | TT Circuit Assen                               |
| 3 | 31 de julho   | Mallory Park                                   |
| 4 | 21 de agosto  | Automotodrom Grobnik                           |
| 5 | 28 de agosto  | Autodromo Internazionale di Mugello            |
| 6 | 23 de outubro | Autódromo Internacional Ayrton Senna (Goiânia) |